# Orientalis Ecclesiae

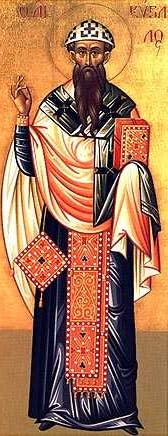
Kyrill von Alexandria

Die Enzyklika Orientalis Ecclesiae von Papst Pius XII.  (9. April 1944)  ist dem 1500. Todestages des Heiligen Kyrill Patriarch von Alexandria geweiht. Pius XII. schreibt sehr ausführlich über das Leben und Wirken des Heiligen Kyrill, der am 28. Juli 1882 von Papst Leo XIII. zum Kirchenlehrer ernannt wurde und in der orthodoxen Kirche zu den Kirchenvätern zählt. Der Papst bezieht sich ebenfalls auf die von seinem Vorgänger Pius XI. verfasste Enzyklika Lux veritatis (1931) und unterstreicht die Leitungseigenschaften des Heiligen Kyrill, hier geht er nochmals auf das Konzil von Ephesos ein und lobt Kyrill als einen wahren Kämpfer für den Glauben. Das große Werk des Kyrill sei es gewesen, auf dem Konzil von Ephesos gegen den Ketzer Nestorius vorzugehen und diesen aus seinen Ämtern zu verbannen.  Diese Enzyklika ist gleichzeitig die Aufforderung, für die Heimkehr der Ostkirchen zu beten und sich für die Vereinigung der Kirchen einzusetzen.